# Linia kolejowa nr 170
Linia kolejowa nr 170 – zlikwidowana jednotorowa, zelektryfikowana linia kolejowa, łącząca stacje Jastrzębie Zdrój Moszczenica i Zebrzydowice.

## Historia
Linia kolejowa została zaprojektowana w 1925 roku. Prace budowlane zainaugurowano w 1929 roku. Jednak z braku funduszy trasa została otwarta dopiero dnia 1 grudnia 1935 roku. Podczas wiosny 1945 roku nasyp torowiska kolejowego stanowił linię frontu niemiecko-radzieckiego. Elektryfikacja linii kolejowej została zakończona 29 listopada 1985 roku. Szkody górnicze były odpowiedzialne za niskie prędkości szlakowe. W dniu 1 czerwca 1997 roku zawieszono przewozy pasażerskie. W 1999 roku zawieszono kursowanie pociągów towarowych, rok później zdemontowano elektryczną sieć trakcyjną. Wskazywano brak zainteresowania władz lokalnych i rozwój komunikacji autobusowej jako czynniki odpowiedzialne za zawieszenie przewozów. Torowisko zostało rozebrane do marca 2005 roku. W latach 2017–2020 starotorzem linii został poprowadzony Żelazny Szlak Rowerowy. Dla wytyczenia trasy ścieżki rowerowej wykorzystano niektóre mosty i wiadukty z dawnej linii kolejowej.

## Galeria

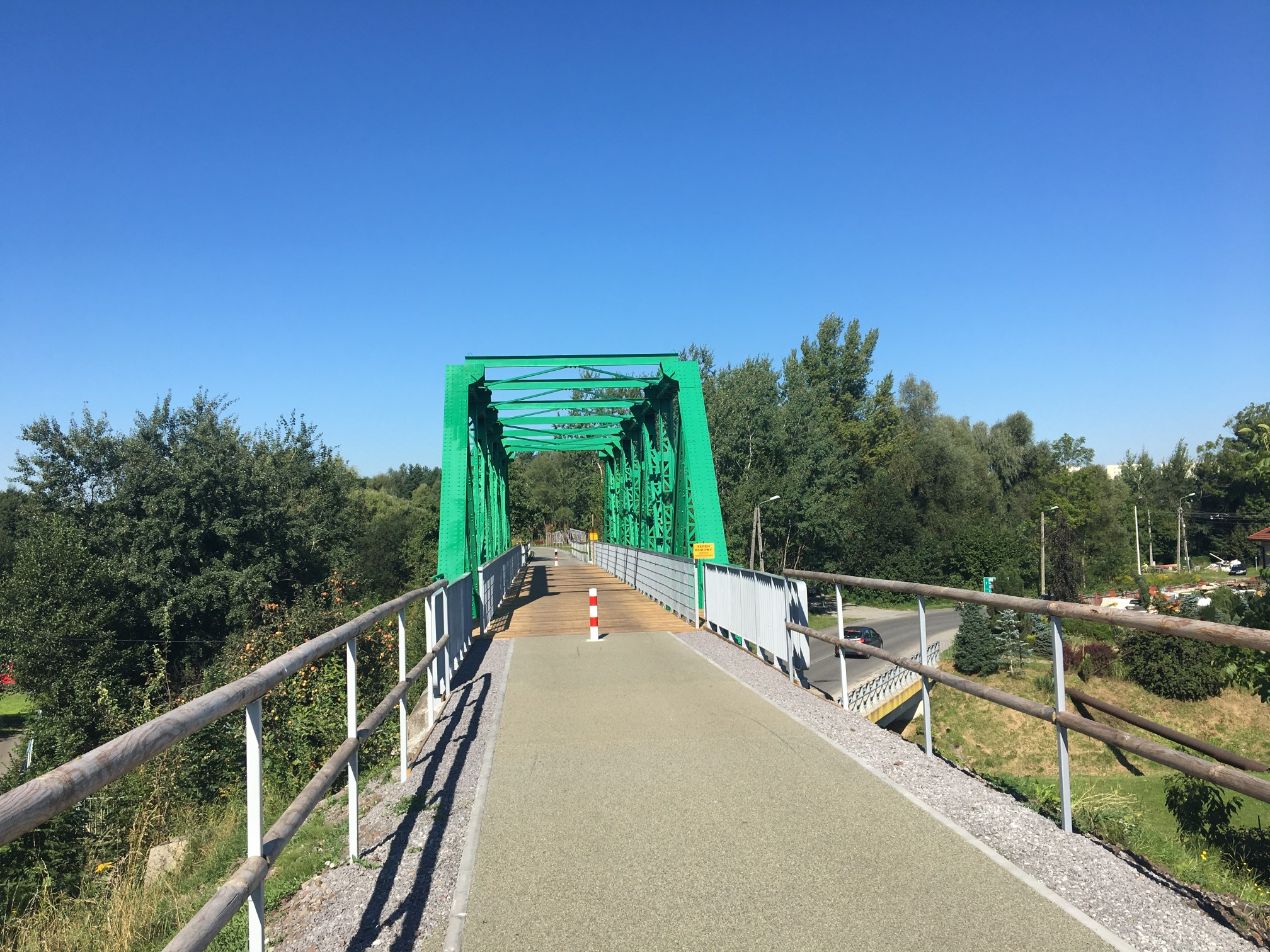
Wiadukt linii nad ulicą prof. Rudolfa Ranoszka
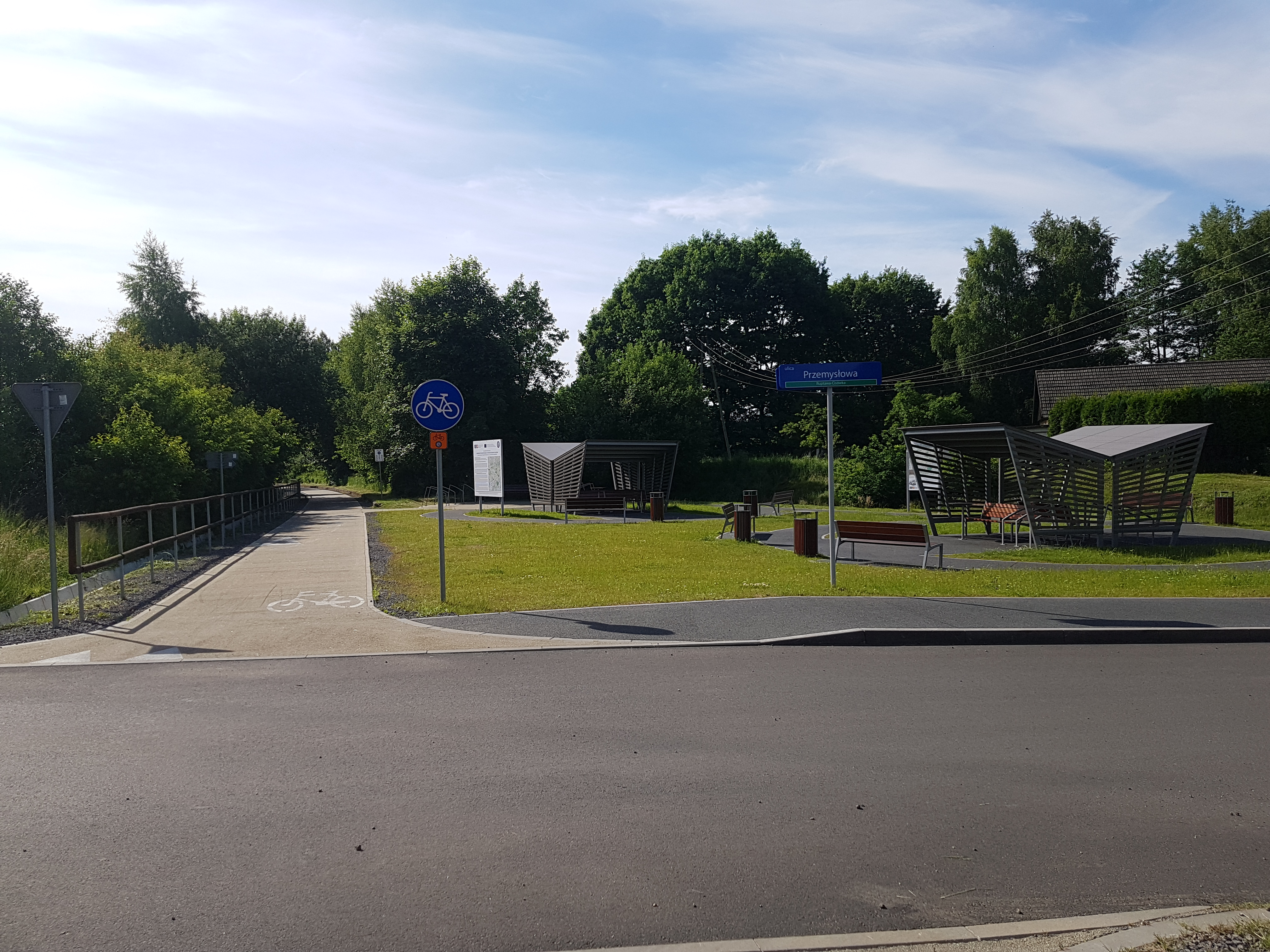
Dawny przejazd w ciągu ulicy Przemysłowej
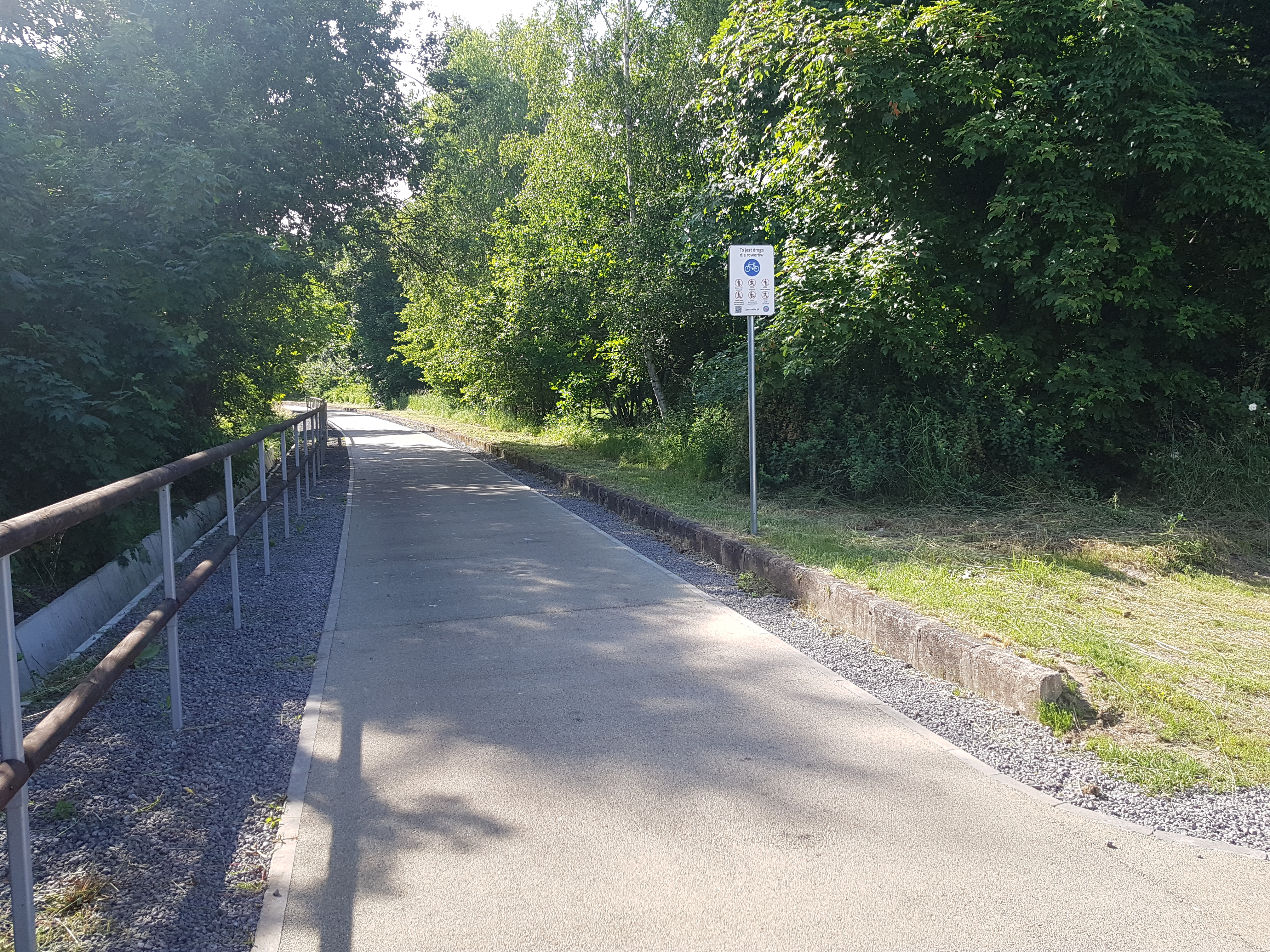
Miejsce dawnego przystanku Jastrzębie Zdrój Zofiówka
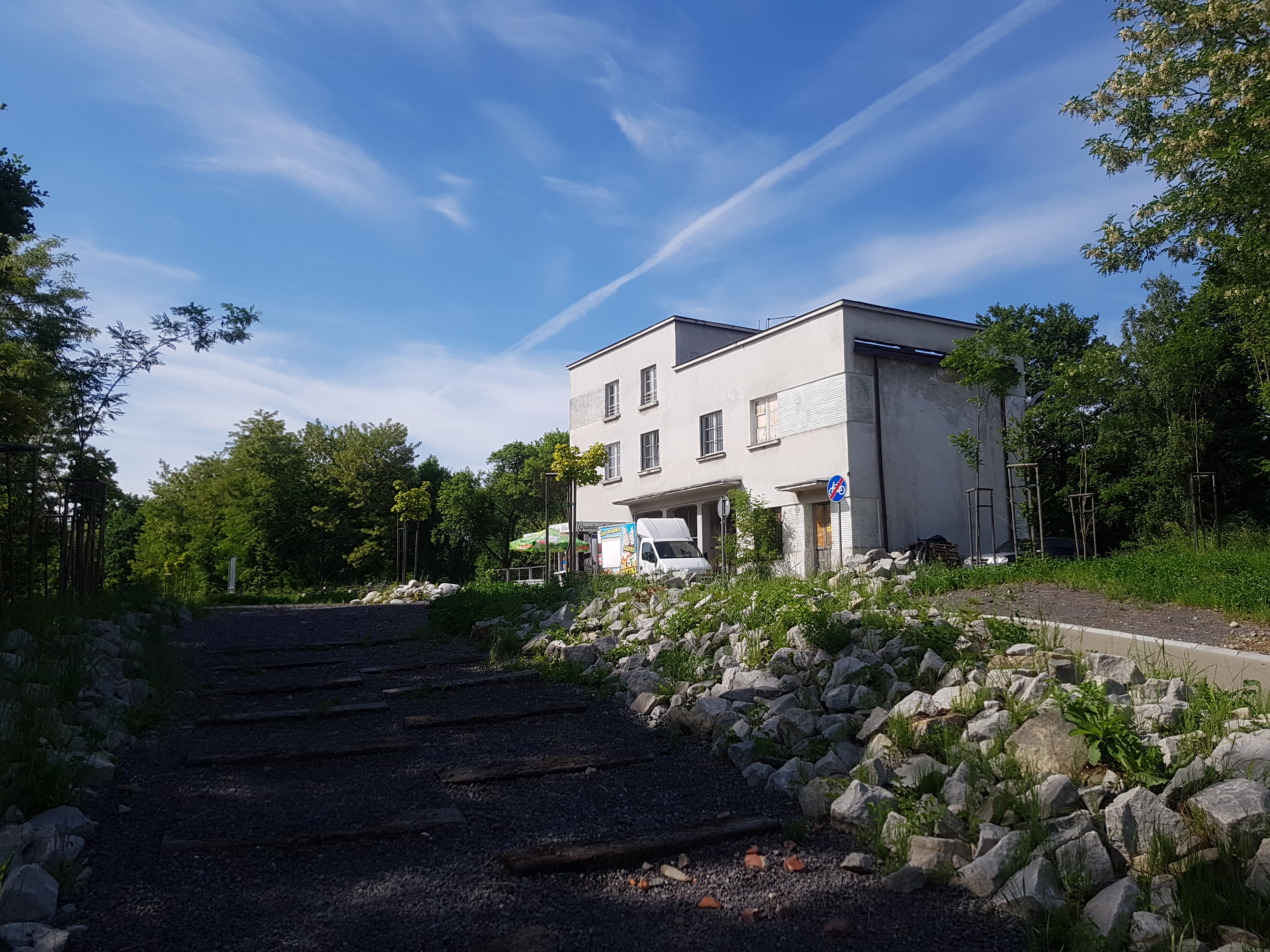
Miejsce dawnej stacji Jastrzębie Zdrój Ruptawa